# Nick Ceroli
Nicholas Mathew Ceroli (Niles (Ohio), 22 december 1939 - Studio City, Californië, 11 augustus 1985) was een Amerikaanse jazzdrummer.

## Biografie
Ceroli toerde in Centraal- en Zuid-Amerika met Ray Anthony (1963). Hij nam dat jaar op met Jack Teagarden en speelde met Gerald Wilson op het Monterey Jazz Festival. In 1965 speelde hij bij Stan Kenton, daarna werkte hij bij Herb Alpert's groep, Tijuana Brass.(1965-1969). He verhuisde naar Hollywood en werd daar actief als studiomuzikant, hij werkte er met Pete Jolly (ca. 1969), Zoot Sims (1976, 1984), Richie Kamuca (1977), Warne Marsh (1977–78), Ross Tompkins (1977), Bill Berry (1978), Dave Frishberg (1978), Pete Christlieb (1978), Bob Florence (1979–81) en Milt Jackson (1981).
Ceroli overleed aan een hartaanval in zijn huis in Studio City, 45 jaar oud.

## Discografie
Met Stan Kenton
- Stan Kenton Conducts the Los Angeles Neophonic Orchestra (Capitol Records, 1965)

Met Irene Kral
- Kral Space (Catalyst Records, 1977)

Met Warne Marsh
- Warne Out (Interplay Records, 1977)
- Apogee (Warner Brothers, 1978) met Pete Christlieb